# Maurice Garrel
Maurice Garrel (Saint-Gervais, 24 febbraio 1923 – Parigi, 4 giugno 2011) è stato un attore francese.
Era il padre del regista Philippe Garrel e il nonno degli attori Esther e Louis Garrel. Interpretò oltre cento film.
Fu candidato due volte al Premio César.

## Biografia
Nato nel 1923 a Saint-Gervais (Isère), Garrel trascorse la sua infanzia in Marocco insieme a sua madre, che insegnava. Durante la Seconda Guerra Mondiale fu mobilitato e partecipò attivamente, prima nella campagna d'Italia e poi nei combattimenti nell'est della Francia. Dopo la Liberazione si dedicò al teatro, seguendo i corsi di Charles Dullin e Tania Balachova. Si dedica al teatro a partire dal 1947. È stato messo in scena in particolare da Georges Vitaly e ha collaborato con Laurent Terzieff. È stato membro della Comédie-Française dal 1983 al 1985.
All'inizio degli anni Sessanta, si avvicina al cinema, lavorando, tra gli altri, con François Truffaut, Jacques Rivette, Costa-Gavras, Claude Lelouch, Claude Chabrol e Claude Sautet. Maurice Garrel appare soprattutto in ruoli secondari. Nel 1991, la sua interpretazione in La Discrète gli vale una nomination al César per il miglior attore non protagonista; otterrà un riconoscimento simile anche nel 2005 per Rois et Reine. Interpreta regolarmente ruoli, spesso autobiografici, nei film di suo figlio Philippe Garrel.
Maurice Garrel ha inoltre recitato in numerose commedie drammatiche per la televisione, dirette da Claude Barma, Marcel Bluwal e Stellio Lorenzi, e ha prestato la sua voce alle opere radiofoniche trasmesse su France Culture.
Ha donato il suo corpo alla medicina.

## Filmografia parziale

### Cinema
- S.S. operazione Fortunat (Fortunat), regia di Alex Joffé (1960)
- Desideri nel sole (Adieu Philippine), regia di Jacques Rozier (1062)
- I piaceri della città (Le tracassin ou Les plaisirs de la ville), regia di Alex Joffé (1962)
- La morte sale in ascensore (Le Monte-charge), regia di Marcel Bluwal (1962)
- Gli amanti dell'isola (Le Combat dans l'île), regia di Alan Cavalier (1962)
- L'uomo senza passato (Les dimanches de Ville d'Avray), regia di Serge Bourguignon (1962)
- Le mutande rosse (Les Culottes rouges), regia di Alex Joffé (1962)
- Segretissimo spionaggio (Ballade pour un voyou), regia di Claude-Jean Bonnardot (1963)
- Il diavolo sotto le vesti (À cause, à cause d'une femme), regia di Michel Deville (1963)
- Sinfonia per un massacro (Symphonie pour un massacre), regia di Jacques Deray (1963) - non accreditato
- La calda amante (La Peau douce), regia di François Truffaut (1964)
- Il ribelle di Algeri (L'Insoumis), regia di Alain Cavalier (1964)
- Vicky... Cover girl (À belles dents), regia di Pierre Gaspard-Huit (1966)
- L'angelica avventuriera (Soleil noir), regia di Denys de La Patellière (1966)
- Il 13º uomo (Un Homme de trop), regia di Costa Gavras (1967)
- Congiura di spie (Peau d'espion), regia di Édouard Molinaro (1967)
- Segreti che scottano (Geheimnisse in goldenen Nylons), regia di Christian-Jaque (1967)
- La fredda alba del commissario Joss (Le Pacha), regia di Georges Lautner (1968)
- I giovani lupi (Les Jeunes loups), regia di Marcel Carné (1968)
- Follia dei sensi (Le Coeur fou), regia di Jean-Gabriel Albicocco (1970)
- Solo andata (Un Aller simple), regia di José Giovanni (1971)
- I primi turbamenti (Faustine et le bel été), regia di Nina Companeez (1972)
- L'erede (L'Héritier), regia di Philippe Labro (1973)
- Sterminate "Gruppo Zero" (Nada), regia di Claude Chabrol (1974)
- Le Jour de noces, regia di Claude Goretta (1977)
- Merry-Go-Round, regia di Jacques Rivette (1981)
- Édith et Marcel, regia di Claude Lelouch (1983)
- Liberté la nuit, regia di Philippe Garrel (1983)
- La seconda notte, regia di Nino Bizzarri (1986)
- Un cuore in inverno (Un Coeur en hiver), regia di Claude Sautet (1992)
- Artemisia - Passione estrema (Artemisia), regia di Agnès Merlet (1997)
- Innocenza selvaggia (Sauvage Innocence), regia di Philippe Garrel (2001)
- Son frère, regia di Patrice Chéreau (2003)
- I re e la regina (Rois et reine), regia di Arnaud Desplechin (2004)
- Les Amants réguliers, regia di Philippe Garrel (2005)
- Attrici (Actrices), regia di Valeria Bruni Tedeschi (2007)
- Un été brûlant, regia di Philippe Garrel (2011)

### Televisione
- La Digue, regia di Jeanne Labrune – film TV (1984)

## Riconoscimenti
- Premio César
  - 1990 – Candidatura al miglior attore non protagonista per La timida
  - 2004 – Candidatura al miglior attore non protagonista per I re e la regina

## Doppiatori italiani
- Gianni Musy in I re e la regina
- Walter Maestosi in La seconda notte